# Едді Ньютон
Едді Ньютон (англ. Eddie Newton; нар. 13 грудня 1971, Лондон) — англійський футболіст, що грав на позиції півзахисника. По завершенні ігрової кар'єри — тренер.
Виступав, зокрема, за клуб «Челсі», у складі якого був володарем Кубка Англії, Кубка англійської ліги, Кубка Кубків УЄФА та Суперкубка УЄФА.

## Ігрова кар'єра
У дорослому футболі дебютував 1990 року виступами за команду клубу «Челсі», в якій спочатку був гравцем глибокого резерву, тож частину 1992 року захищав на умовах оренди кольори «Кардіфф Сіті».
Повернувшись з оренди до «Челсі», поступово став гравцем основного складу. Відіграв за лондонський клуб наступні сім сезонів своєї ігрової кар'єри, за цей час виборов титул володаря Кубка Англії, ставав володарем Кубка Кубків УЄФА, володарем Суперкубка УЄФА. Залишив «Челсі» 1999 року, після того як на його позицію був придбаний зірковий француз Дідьє Дешам.
Наприкінці кар'єри змінив декілька команд, у жодній з яких не затримався. З 1999 по 2000 рік грав за «Бірмінгем Сіті», «Оксфорд Юнайтед» та «Барнет».
Завершив професійну ігрову кар'єру у нижчоліговому «Гейсі», за команду якого провів декілька матчів протягом 2000—2001 років.

## Кар'єра тренера
Розпочав тренерську кар'єру, повернувшись до футболу після невеликої перерви, 2008 року, увійшовши до тренерського штабу клубу «Мілтон-Кінс Донс», очолюваного його колишнім партнером по «Челсі» Роберто Ді Маттео.
2009 року разом з Ді Матео перейшов до тренерського штабу «Вест-Бромвіч Альбіон», в якому пропрацював до 2011.
2012 був асистентом все того ж Ді Матео у тренерському штабі «Челсі», а згодом з 2015 по 2016 рік знову працював у «Челсі», вже як асистент Гуса Гіддінка.

## Титули і досягнення
Гравець
- Володар Кубка Уельсу (1):

«Кардіфф Сіті»: 1991-92
- Володар Кубка Англії (1):

«Челсі»:  1996-97
- Володар Кубка англійської ліги (1):

«Челсі»: 1997-98
- Володар Кубка Кубків УЄФА (1):

«Челсі»: 1997-98
- Володар Суперкубка УЄФА (1):

«Челсі»: 1998
Тренер
- Володар Кубка Туреччини (1):

«Трабзонспор»: 2019-20